# With Love, Chér
With Love, Chér (en español: Con amor, Chér) es el cuarto álbum de estudio de la cantante estadounidense Cher, lanzado en noviembre de 1967 por Imperial Records. 

## Información del álbum
With Love, Chér fue lanzado en el mundo en noviembre de 1967, fue producido por Sonny Bono y fue grabado con el permiso de la compañía Imperial Records y su subsidiaria, Liberty Records.
Una vez más el método de producción del álbum es el mismo que el de sus antecesores, que se constituye de varios covers de la época y dos canciones compuestas por Sonny Bono, exclusivamente para Cher. Esta vez, la voz de la cantante se denota fuerte pero a la vez muy suave. Sin embargo, esta producción no logró el mismo número de ventas y popularidad comparado con álbumes anteriores.
De With Love, Chér se lanzaron cuatro sencillos promocionales, estos son “Behind The Door” y “Hey Joe”, ambos compuestos por Sonny Bono, “Mama (When My Dollies Have Babies)” y “You Better Sit Down Kids”. A partir de este último, la cantante no volvería a tener éxito hasta la década siguiente.
En 2005, esta producción se relanzó en un box set especial llamado Cher/With Love, que también contiene las canciones del álbum anterior, Chér.

## Lista de canciones
Lado A
1. "You Better Sit Down Kids" (Sonny Bono) - 3:47
2. "But I Can't Love You More" (MCPS) - 3:40
3. "Hey Joe" (Billy Roberts) - 3:28
4. "Mama (When My Dollies Have Babies)" (Sonny Bono) - 3:28
5. "Behind The Door" (Graham Gouldman) - 3:42

Lado B
1. "Sing for Your Supper" (Lorenz Hart, Richard Rodgers) - 2:36
2. "Look At Me" (MCPS) - 3:14
3. "There But For Fortune" (Phil Ochs) - 3:28
4. "I Will Wait For You" (Norman Gimbel, Jacques Demy, Michel Legrand) - 3:17
5. "The Times They Are a-Changin'" (Bob Dylan) - 3:10

## Créditos
Personal
- Cher - voz principal

Producción
- Sonny Bono - productor discográfico
- Stan Ross - ingeniero de sonido

Diseño
- Sonny Bono - fotografía
- Woody Woodward - dirección de arte

## Listas de popularidad
| 1967           |                  |    |
| Estados Unidos | US Billboard 200 | 47 |